# Оренбуршка област
Оренбуршка област (рус. Оренбургская область) је конститутивни субјект Руске Федерације са статусом области на простору Поволшког федералног округа на крајњем истоку европског континента.
Административни центар области је град Оренбург.

## Етимологија
Област носи име по административном центру, граду Оренбургу.
Да би ефикасно заштитили источне границе, царска Русија је још 1734. године планирала са изградњом утврђеног града на реци Ор у чију изградњу је требало да буду укључени и немачки архитекти. Руски колонисти су већ 1735. подигли један град на ушћу реке Ор у Урал и назвали га Оренбург (нем. Or-en-burg), значи „тврђава на Ору“.
Ово насеље је 1739. променило своје име у Орск, а на месту Красногар, 1741. године, основан је други Оренбург, који није дуго опстао. Трећи Оренбург је успешно утемељен 1743.године, на његовом данашњем месту приближно 250 km низводно реком Уралом од Орска.

## Становништво
| 1989.     | 2002.     | 2010.     |
| --------- | --------- | --------- |
| 2,174,459 | 2,179,551 | 2,033,072 |